# Нечич
Нечич (укр. Нічич) — река в Стрыйском районе Львовской области, Украина. Левый приток реки Свича (бассейн Днестра).
Длина реки 13 км, площадь бассейна 28,7 км². Уклон реки 2,9 г/км. Река равнинного типа. Долина широкая и неглубокая, в верховьях местами покрыта лесом. Русло слабоизвилистое (в низовьях более извилистое), есть перекаты, дно местами с галькой. Есть несколько прудов.
Берёт начало севернее села Угольня. Течёт преимущественно на восток. Впадает в Свичу в центральной части села Сулятичи.